# Дворец примаса (Варшава)
Дворец примаса в Варшаве (пол. Pałac Prymasowski w Warszawie) — классический дворец в Варшаве (Польша), расположенный на улице Сенаторской, дом 13/15.

## История
Строительство дворца началось в конце XVI века для епископа Плоцка Войцеха Барановского. Когда он стал архиепископом Гнезно, то перенёс резиденцию архиепископа Гнезно в свой дворец в 1612 году. Во время Шведского потопа 1655—1660 годов дворец был разрушен. Позже его восстанавливал польский архитектор Йозеф Фонтана. Ещё раз дворец был разорён саксонцами, итальянцами и казаками в 1704 году. Из руин его на этот раз восстанавливал примас Польши Станислав Шембек.
До 1795 года дворец служил резиденцией для примасов Польши. В то время он неоднократно перестраивался и расширялся. В конце XVII века над увеличением площади дворца работал голландский архитектор Тильман ван Гамерен. Однако уже в первой половине XVIII века дворец был перестроен в стиле рококо в качестве резиденции примаса Адам Игнация Коморовского.
В ноябре 1767 года здесь заседал чрезвычайный сейм, созванный в ответ на действия российского посла Николая Репнина.
В 1777—1783 годах были начаты работы по полной реконструкция дворца при Антонии Казимире Островском. Архитектором, отвечавшим за эти работы, был Эфраим Шрёгер. Заканчивалась же перестройка дворца при примасе Михаиле Ежи Понятовском, при котором резиденция приобрела классический архитектурный стиль. К основному корпусу тогда были добавлены боковые крылья с павильонами и четырёхколонный портик. Интерьером дворца занимались тогда архитекторы Ян Кристиан Камсетзер и Шимон Богумил Цуг.
В XVIII веке дворец выполнял разные функции, в нём располагались различные правительственные, военные и другие учреждения.
В межвоенный период во дворце размещалось Министерство сельского хозяйства и аграрной реформы. Дворец был разрушен во время Польской кампании вермахта в 1939 году и восстановлен после окончания Второй мировой войны. В 1983 году во дворце непродолжительное время располагался Музей карикатуры.
28 апреля 2015 года во дворце состоялась церемония передачи Кубка УЕФА городу Варшаве от футбольного клуба «Севилья», который, однако же, выиграв в финале Лиги Европы УЕФА 2015, проходившем на «Национальном стадионе» в Варшаве 27 мая, заполучил его обратно.